# Frans de Kok (kunstschilder)
Frans de Kok (Tilburg, 20 februari 1943 – Breda, 22 december 2020) was een Nederlands kunstschilder en fotograaf. Hij was bekend als schilder van vrouwenportretten en van bekende Nederlanders.

## Biografie
De Kok wist al op zeer jonge leeftijd dat hij kunstschilder wou worden. Na zijn middelbare studies studeerde hij vijf jaar aan de Kunstacademie van Tilburg. Hij kreeg er schilderles van Nico Molenkamp, Ru van Rossem en Joop Liesker.
Frans' vader Fons raadde zijn zoon aan om een écht vak te studeren. De Kok studeerde om die reden ook fotografie in Den Haag en Antwerpen. Hij vestigde zich in 1965 als zelfstandig fotograaf in Hilvarenbeek en leerde kort daarna zijn vrouw Maria Marcus kennen. Zij had tevens een fotozaak en maakte later furore als hoedenontwerpster.
In die periode bleef De Kok schilderen en verbeterde hij zijn techniek. Hij volgde 25 jaar lang privéles bij Fons de Kok, een voormalig docent van de Kunstacademie van Tilburg en een verre bloedverwant.
Aangezien schilderkunst de eerste passie was van De Kok, verkocht hij in 1995 na 30 jaar zijn fotografiezaak. Hij verhuisde naar Baarle-Nassau om zich daar voltijds te focussen op het schilderen.
Sinds 1995 schilderde hij dagelijks 3 tot 4 uren. Op jaarbasis maakte hij een 50-tal werken. Hij was zelf ook actief als docent en gaf les aan kunstschilders als Catharina Rosenbrand, Juul Snijders, Jopie Smarius en Angela Zeeuw van der Laan.
Na de millenniumwisseling bereikte De Kok met zijn schilderijen een groter publiek. Hij trok onder meer de aandacht van kunsthandelaar Ad de Bruijn, die geïntrigeerd was geraakt door De Koks schilderijen. De Bruijn werd de manager van De Kok en vertegenwoordigde hem via zijn kunstgalerij "Huize Rustoord" in binnen- en buitenland. De Kok stelde regelmatig zijn werken tentoon in De Bruijn’s kunstgalerij in Esbeek en had er een tijdlang een schildersatelier.

## Schilderstijl en oeuvre
Onder invloed van Franse impressionistische schilders als Pierre-Auguste Renoir, Edgar Degas en Édouard Manet werkte De Kok aan een eigen stijl.
Zijn werken worden omschreven als “theatraal romantisch”. Hij schilderde in rijke klassieke tinten en beeldde een heel verhaal uit in één verstild moment.
De Kok maakte vooral grote werken (2 m² en groter).
Een groot deel van zijn oeuvre laat vrouwen zien in een sfeervol décor, dromerig nadenkend of ook dansend in actie. In navolging van Degas maakte hij diverse schilderijen met balletdanseressen in de hoofdrol.
Zijn oeuvre omvat verder portretschilderijen van bekende Nederlanders. Hij maakte zo onder meer een portretschilderij van Toos en Gerrit van der Valk en Thijs van Leer van Focus.
Zijn portretschilderij van Frans Bauer en Mariska Bauer werd in 2018 onthuld in het Mauritshuis in Den Haag. De Kok maakte het werk in opdracht van journalist Evert Santegoeds die het aan Bauer wou geven als huwelijkscadeau. De Kok schilderde het werk in de woonkamer van Frans Bauer.
Een van zijn bekendste en meest persoonlijke werken betreft “Hoedjesschilderij”, een schilderij waarop twee vrouwen hoeden aan het passen zijn.

## Tentoonstellingen en media-optredens
Doorheen zijn loopbaan exposeerde De Kok in diverse musea en kunstgalerijen.
Via de uitgeverij Bowbooks bracht hij in 2007 het kunstboek “Vrouwen” uit met een selectie uit zijn oeuvre.
In 2012 stelde De Kok onder meer 55 schilderijen tentoon in het Museum Kruysenhuis Oirschot. Het betrof één van zijn omvangrijkste exposities. De speciale opening werd muzikaal ingekleed door Thijs van Leer. Op Brabant10 gaf De Kok uitgebreid toelichting over de expositie.
Datzelfde jaar vond tevens een tentoonstelling plaats in de kunstgalerij Très Art.
In 2017 vond in het Hofke van Chantraine in Oud-Turnhout een dubbelexpo plaats met schilderijen van De Kok en beeldhouwwerken van Erik Kierkels.
In 2018 nam De Kok samen met zijn vrouw Maria deel aan “Steenrijk, Straatarm”. Op 11 december 2018 werd de aflevering als kerstspecial uitgezonden op SBS6 en nadien op de Belgische televisie (Vitaya). De Kok en zijn vrouw ruilden twee weken van huis met een arm gezin. Op basis van foto’s die De Kok aantrof in de sociale woning waarin ze verbleven, maakte hij een portretschilderij van het arm gezin. De kerstspecial van “Steenrijk, Straatarm” werd een kijkcijferkanon.
Door hun eigenzinnige grapjes en manier van doen werden De Kok en zijn vrouw op sociale media al snel vergeleken met het cabaretduo Van Kooten en De Bie en met Frank & Rogier.
Kort na de heruitzending van “Steenrijk, Straatarm” overleed De Kok op 22 december 2020 in Breda in zijn slaap aan een hartaanval.

## Tentoonstellingen (selectie)
- Huize Rustoord Kunstgalerij, Esbeek (diverse tentoonstellingen)
- Expo in de Oude Pastorie in Chaam (2009)
- Tentoonstelling in het Museum Kruysenhuis Oirschot (2012), Oirschot
- Voorstelling portretschilderij Frans Bauer & Mariska Bauer in Mauritshuis, Den Haag (2012)
- Oisterwijk Sculptuur, Oisterwijk (2012) – fototentoonstelling
- Hotel Apeldoorn – De Cantharel[18]
- Dental Art Gallery, Laren (2014)
- Hofke van Chantraine in Oud-Turnhout, België (2017), dubbelexpo met beeldhouwer Erik Kierkels[19]
- Kunstgalerij Très Art, Breda (2018)
- Arendonk (2018)
- kunstgalerie Huize Rustoord, Brabantse Haringparty (2019)
- Van der Valk Apeldoorn (permanente tentoonstelling)[20]

## Geselecteerde werken
Bron: Arnet.com
- Playing The Violin (140 x 140 cm)
- Elegant lady with fur stola(180 x 131 cm)
- Untitled” /”Elegant lady with umbrella (170 x 120 cm)
- Danspaar (159 x 139 cm)
- Naakt (149 x 169 cm)

## Publicaties
- Vrouwen- Haghorst, BowBooks, 2007 - K. van den Boogaard-Landman
- “The Art of Living”, Nummer 1, 2015